# Periclimenes digitalis
Periclimenes digitalis är en kräftdjursart som beskrevs av Kemp 1922. Periclimenes digitalis ingår i släktet Periclimenes och familjen Palaemonidae. Inga underarter finns listade i Catalogue of Life.